# Vintage Culture
Vintage Culture (* 7. Juli 1993 in Mundo Novo, eigentlich Lukas Ruiz) ist ein brasilianischer DJ und Musikproduzent. Sein Musikstil stellt eine Mischung aus Deep House und Tech House dar.

## Karriere
Ruiz konnte mit der 2017 erschienenen Single Memories erste Erfolge in Brasilien verzeichnen. Die Single Pour Over erreichte Platz 16 der Billboard Dance Club Songs und wurde in Brasilien mit einer Diamant-Schallplatte ausgezeichnet. Außerdem veröffentlichte Ruiz Remixe für unter anderem Becky Hill und Robin Schulz. Er war bislang dreimal beim Rock in Rio Festival zu sehen.
| Jahr | Platz |
| ---- | ----- |
| 2016 | 54    |
| 2017 | 31    |
| 2018 | 19    |
| 2019 | 47    |
| 2020 | 30    |

## Diskografie

### Alben
- 2024: Promised Land (BR: Gold)

### Singles (Auswahl)
| Jahr | Titel Album                                               | Höchstplatzierung, Gesamtwochen, AuszeichnungChartplatzierungen (Jahr, Titel, Album, Platzierungen, Wochen, Auszeichnungen, Anmerkungen) | Höchstplatzierung, Gesamtwochen, AuszeichnungChartplatzierungen (Jahr, Titel, Album, Platzierungen, Wochen, Auszeichnungen, Anmerkungen) | Anmerkungen                                                                    |
| Jahr | Titel Album                                               | BR | Dance | Anmerkungen                                                                    |
| ---- | --------------------------------------------------------- | --- | --- | ------------------------------------------------------------------------------ |
| 2017 | Memories –                                                | BR— PlatinBR | — | Erstveröffentlichung: 17. November 2017 mit Clubbers                           |
| 2018 | Cante por Nós –                                           | BR— DiamantBR | — | Erstveröffentlichung: 1. Februar 2018 mit KVSH & Breno Miranda                 |
| 2018 | Pour Over –                                               | BR— ×2DoppeldiamantBR | — | Erstveröffentlichung: 20. Juli 2018 mit Adam K                                 |
| 2018 | I Will Find –                                             | BR— ×2DoppeldiamantBR | — | Erstveröffentlichung: 28. September 2018 mit Rooftime                          |
| 2018 | Save Me –                                                 | BR— DiamantBR | — | Erstveröffentlichung: 21. Dezember 2018 mit Adam K feat. MKLA                  |
| 2019 | Yesterday –                                               | BR— ×2DoppelplatinBR | — | Erstveröffentlichung: 22. Februar 2019 mit Pimpo Gama                          |
| 2019 | My Girl –                                                 | BR— ×3DreifachplatinBR | — | Erstveröffentlichung: 24. Mai 2019 mit Fancy Inc                               |
| 2019 | In the Dark –                                             | BR— DiamantBR | Dance32 (4 Wo.)Dance | Erstveröffentlichung: 24. Oktober 2019 mit Fancy Inc                           |
| 2020 | Deep Inside of Me –                                       | BR— ×3DreifachplatinBR | — | Erstveröffentlichung: 17. Januar 2020 mit Adam K feat. MKLA                    |
| 2020 | Bros –                                                    | BR— ×2DoppelplatinBR | — | Erstveröffentlichung: 28. Februar 2020                                         |
| 2020 | Slow Down –                                               | BR— ×3DreifachdiamantBR | — | Erstveröffentlichung: 3. April 2020 feat. Jorja Smith                          |
| 2020 | Coffee (Give Me Something) –                              | BR— PlatinBR | Dance44 (1 Wo.)Dance | Erstveröffentlichung: 14. August 2020 mit Tiësto                               |
| 2020 | Party On My Own –                                         | BR— DiamantBR | — | Erstveröffentlichung: 28. August 2020 mit Alok feat. Faulhaber                 |
| 2020 | It Is What It Is –                                        | BR— PlatinBR | — | Erstveröffentlichung: 4. Dezember 2020 feat. Elise LeGrow                      |
| 2021 | Cali Dreams –                                             | BR— ×2DoppelplatinBR | — | Erstveröffentlichung: 29. Januar 2021 feat. The Beach                          |
| 2021 | Love Tonight (Vintage Culture & Kiko Franco Remix Edit) – | BR— DiamantBR | — | Erstveröffentlichung: 26. März 2021 Shouse feat. Vintage Culture & Kiko Franco |
| 2021 | Domino –                                                  | BR— GoldBR | — | Erstveröffentlichung: 29. Juli 2021 mit Alok & Oxia                            |
| 2022 | Under Pressure –                                          | BR— PlatinBR | — | Erstveröffentlichung: 23. September 2022 mit Meduza & Ben Samama               |
| 2023 | Fallen Leaf –                                             | BR— PlatinBR | — | Erstveröffentlichung: 30. Juni 2023                                            |
| 2024 | Weak Promised Land                                        | BR— ×3DreifachplatinBR | — | Erstveröffentlichung: 19. Januar 2024 mit Maverick Sabre & Tom Breu            |
| 2024 | Nothing Ever Changes –                                    | BR— PlatinBR | — | Erstveröffentlichung: 5. April 2024                                            |

## Auszeichnungen für Musikverkäufe
Anmerkung: Auszeichnungen in Ländern aus den Charttabellen bzw. Chartboxen sind in ebendiesen zu finden.
| Land/RegionAuszeichnungen für Musikverkäufe (Land/Region, Auszeichnungen, Verkäufe, Quellen) | Gold     | Platin       | Diamant       | Verkäufe  | Quellen             |
| -------------------------------------------------------------------------------------------- | -------- | ------------ | ------------- | --------- | ------------------- |
| Brasilien (PMB)                                                                              | 2× Gold2 | 21× Platin21 | 12× Diamant12 | 5.100.000 | pro-musicabr.org.br |
| Insgesamt                                                                                    | 2× Gold2 | 21× Platin21 | 12× Diamant12 |           |                     |